# Pedro Ibáñez Ojeda
Pedro Ibáñez Ojeda (Concepción, 27 de octubre de 1913-Viña del Mar, 29 de junio de 1999) fue un empresario y político chileno.

## Biografía
Pedro Ibáñez Ojeda nació el 27 de octubre de 1913 en la ciudad de Concepción, su padre fue Adolfo Ibáñez Boggiano y su madre Graciela Ojeda Rivera.
Estudió en el Liceo Eduardo de la Barra de Valparaíso. En 1930 comenzó a trabajar como empresario industrial y agricultor, y se trasladó a Valparaíso para trabajar en la empresa Adolfo Ibáñez Cía., trabajando desde junior y desempeñándose como su presidente en 1951. Fue Gerente General de Tres Montes S.A. y de Fábrica de Aceites S.A. Ese mismo año fue nombrado director y Presidente de la Fundación Adolfo Ibáñez.
Desde 1952 ocupó el cargo de Decano de la Facultad de Comercio y Ciencias Económicas de la Universidad Católica de Valparaíso hasta 1967. En 1954 creó la Escuela de Negocios en Valparaíso, la cual pasaría a ser la Universidad Adolfo Ibáñez.
En 1966 y siendo senador, fundó el Partido Nacional. En 1969 fue reelecto senador, por la misma Tercera Agrupación Provincial, pero en representación del Partido Nacional, período 1969-1977; fue senador reemplazante en la Comisión Permanente de Gobierno; en la de Relaciones Exteriores; en la de Constitución, Legislación, Justicia y Reglamento; en la de Educación Pública; y en la de Defensa Nacional; integró la Comisión Mixta de Presupuesto. Miembro del Comité Parlamentario del Partido Nacional, 1970. En marzo de 1971 fue uno de los fundadores del diario Tribuna, de ideología contraria al gobierno de Salvador Allende.
El golpe militar del 11 de septiembre de 1973, puso término anticipado al período. El Decreto-Ley 27, de 21 de septiembre de ese año, disolvió el Congreso Nacional y declaró cesadas las funciones parlamentarias a contar de la fecha.
Entre las mociones presentadas que fueron ley de la República, está la Ley N°16.924, de 10 de noviembre de 1968, sobre nueva denominación para el Liceo de Niñas de San Felipe.
En 1976, año en que muere su esposa, se integró al Consejo de Estado, desde donde intervino en la formulación de la Constitución Política de 1980. Entonces, protagonizó una gran polémica junto a Carlos Cáceres al oponerse a la implementación del sufragio universal. En 1983 fundó junto a Andrés Allamand y Francisco Bulnes Sanfuentes el Movimiento de Unión Nacional y 4 años después en 1987 fue uno de los fundadores de Renovación Nacional del cual formó parte de su Comisión Política, falleció el 29 de junio de 1999 en Viña del Mar.
En 1982 recibió un Doctorado Honorífico de la Universidad Francisco Marroquín por su trayectoria y sus esfuerzos por la educación en la economía.

## Historial electoral

### Elecciones parlamentarias de 1969
- Elecciones parlamentarias de 1969  Candidato a Senador Tercera Agrupación Provincial, Valparaíso y Aconcagua

Período 1969-1977 (Fuente: Diario El Mercurio, 4 de marzo de 1969)
| Candidato                   | Partido | Votos  | %     | Resultado |
| --------------------------- | ------- | ------ | ----- | --------- |
| Pedro Ibáñez Ojeda          | PN      | 49 694 | 16,49 | Senador   |
| Luis Guevara Ortúzar        | PN      | 7227   | 2,4   |           |
| Luis Corvalán Lepez         | PCCh    | 58 569 | 19,43 | Senador   |
| Sergio Vuskovic Rojo        | PCCh    | 8677   | 2,88  |           |
| Luis Horvitz Vásquez        | USOPO   | 2602   | 0,86  |           |
| Luis Bossay Leiva           | PR      | 43 200 | 14,34 | Senador   |
| Olaf Olsen Provist          | PR      | 6512   | 2,16  |           |
| Adonis Sepúlveda Acuña      | PS      | 7625   | 2,53  |           |
| Carlos Cortés Díaz          | PS      | 2275   | 0,75  |           |
| Humberto Fuentealba Herrera | PS      | 3296   | 1,09  |           |
| Benjamín Prado Casas        | DC      | 45 533 | 15,11 | Senador   |
| Alfonso Ansieta Núñez       | DC      | 12 002 | 3,98  |           |
| Emiliano Caballero Zamora   | DC      | 7676   | 2,55  |           |
| Jorge Molina Valdivieso     | DC      | 17 451 | 5,79  |           |
| Eugenio Ballesteros Reyes   | DC      | 29 020 | 9,63  | Senador   |